# Henning Montelius
Lars Henning August Montelius, född den 7 april 1847 i Stockholm, död den 25 maj 1909 i Växjö, var en svensk jurist. Han var bror till Oscar Montelius, far till Alvar Montelius och Oscar Montelius samt svärfar till Gunnar Ramstedt.
Montelius  blev student vid Uppsala universitet 1866 och avlade examen till rättegångsverken 1870. Han blev vice häradshövding 1873, extra ordinarie fiskal i Svea hovrätt 1875, adjungerad ledamot där 1877, ordinarie fiskal 1881, assessor 1883, tillförordnad revisionssekreterare 1883 och konstituerad revisionssekreterare 1885. Montelius var häradshövding i Östra Värends domsaga från 1885 till sin död. Han blev riddare av Nordstjärneorden 1890 och kommendör av andra klassen av samma orden 1906.